# Cyclopinoides littoralis
Cyclopinoides littoralis is een eenoogkreeftjessoort uit de familie van de Smirnovipinidae. De wetenschappelijke naam van de soort is voor het eerst geldig gepubliceerd in 1872 door Brady.